# Bay Heights
Bay Heights – dzielnica miasta Miami, na Florydzie w Stanach Zjednoczonych. Położona na południowy wschód od centrum miasta, pomiędzy dzielnicą Coral Way i ulicami South Miami Avenue/South Bayshore Drive.

## Geografia
Leży na współrzędnych geograficznych 25°44′46″N 80°13′19″W/25,746000 -80,222000, na wysokości 4 m n.p.m., co czyni ją jednym z najwyżej położonych terenów w mieście.